# Élisée Perrier
Pour les articles homonymes, voir Perrier.
Élisé, dit Élisée Perrier (né le 1er octobre 1913 à Aimargues et mort le 10 octobre 1992 à Uzès) est un militant anarchiste français.

## Biographie

### Famille
Il est le frère de Paul Perrier,.

### Parcours et engagement
Dès l'âge de 13 ans, il est ouvrier agricole et travaille dans les vignes.
Militant anarchiste, il appartenait à l'important groupe anarchiste d'Aimargues.
Durant la Seconde Guerre mondiale, il est interné[Où ?].

#### Après la guerre
Après la guerre, il participe au mensuel Contre Courant de Louis Louvet, au Libertaire et au Combat syndicaliste. Dans ces deux derniers, il raconte la grève des ouvriers agricoles d’Aimargues au printemps 1950.